# Glitter & Doom Live
Glitter and Doom Live es un álbum en directo del músico estadounidense Tom Waits publicado el 23 de noviembre de 2009 por el sello ANTI-. Las canciones fueron grabadas a lo largo de la gira Glitter and Doom en conciertos ofrecidos en Europa y Estados Unidos durante el verano de 2008.
Un comunicado de prensa en la página web oficial de Tom Waits decía sobre el álbum:

El primer disco está diseñado para sonar como un único concierto, aunque los 17 temas fueron seleccionados de 10 ciudades, desde París hasta Birmingham, Tulsa a Milán, Atlanta a Dublín. Musicalmente el álbum es excelente y ha sido muy bien grabado y mezclado meticulosamente. Por su parte, el segundo disco es un compendio llamado "Tom Tales", una selección de bromas cómicas, reflexiones extrañas y hechos inusuales que Tom comparte con su público sentado al piano, tópicos que van desde rituales de insectos hasta el último hálito de Henry Ford.

Antes de su lanzamiento, la discográfica ANTI- publicó los primeros ocho temas como descarga gratuita.

## Lista de canciones
Disco 1
| N.º | Título                                                                | Grabado en                         | Duración |  |
| 1.  | «Lucinda/Ain't Goin' Down» (de Orphans: Brawlers, Bawlers & Bastards) | Birmingham, Inglaterra, 03-07-2008 | 5:37     |  |
| 2.  | «Singapur» (de Rain Dogs)                                             | Edimburgo, Escocia, 28-07-2008     | 5:00     |  |
| 3.  | «Get Behind the Mule» (de Mule Variations)                            | Tulsa, Oklahoma, 25-06-2008        | 6:26     |  |
| 4.  | «Fannin Street» (de Orphans: Brawlers, Bawlers & Bastards)            | Knoxville, Tennessee, 29-06-2008   | 4:16     |  |
| 5.  | «Dirt in the Ground» (de Bone Machine)                                | Milán, Italia, 19-07-2008          | 5:18     |  |
| 6.  | «Such a Scream» (from "Bone Machine")                                 | Milán, Italia, 18-07-2008          | 2:54     |  |
| 7.  | «Live Circus» (de Real Gone)                                          | Jacksonville, 01-07-2008           | 5:04     |  |
| 8.  | «Goin' Out West» (de Bone Machine)                                    | Tulsa, Oklahoma, 25-06-2008        | 3:48     |  |
| 9.  | «Falling Down» (de Big Time)                                          | París, Francia, 25-07-2008         | 4:21     |  |
| 10. | «The Part You Throw Away» (de Blood Money)                            | Edimburgo, Escocia, 28-07-2008     | 5:06     |  |
| 11. | «Trampled Rose» (de Real Gone)                                        | Dublín, Irlanda, 01-08-2008        | 5:06     |  |
| 12. | «Metropolitan Glide» (de Real Gone)                                   | Knoxville, Tennessee, 29-06-2008   | 3:09     |  |
| 13. | «I'll Shoot the Moon» (de The Black Rider)                            | París, Francia, 24-07-2008         | 4:25     |  |
| 14. | «Green Grass» (de Real Gone)                                          | Edimburgo, Escocia, 27-07-2008     | 3:20     |  |
| 15. | «Make It Rain» (de Real Gone)                                         | Atlanta, Georgia, 05-07-2008       | 3:58     |  |
| 16. | «Story»                                                               | Columbus, Ohio, 28-06-2008         | 2:02     |  |
| 17. | «Lucky Day» (de The Black Rider)                                      | Atlanta, Georgia, 05-07-2008       | 3:47     |  |

Disco 2
| N.º | Título | Duración |  |
| 1.  | «Tom Tales» (incluye "Picture in a Frame" de Mule Variations grabado en Edimburgo como tema oculto al final) | 35:53    |  |

## Personal
- Tom Waits: guitarra y voz
- Seth Ford-Young: bajo
- Vincent Henry: instrumentos de viento y armónica
- Omar Torrez: guitarra y banjo
- Casey Waits: percusión
- Sullivan Waits: clarinete
- Patrick Warren: teclados

## Listas de éxitos
| País         | Posición |
| ------------ | -------- |
| Reino Unido  | 76       |
| Suiza        | 47       |
| Austria      | 30       |
| Francia      | 91       |
| Países Bajos | 36       |
| Bélgica      | 29       |
| Suecia       | 46       |
| Noruega      | 5        |
| España       | 53       |